# موزه کنده

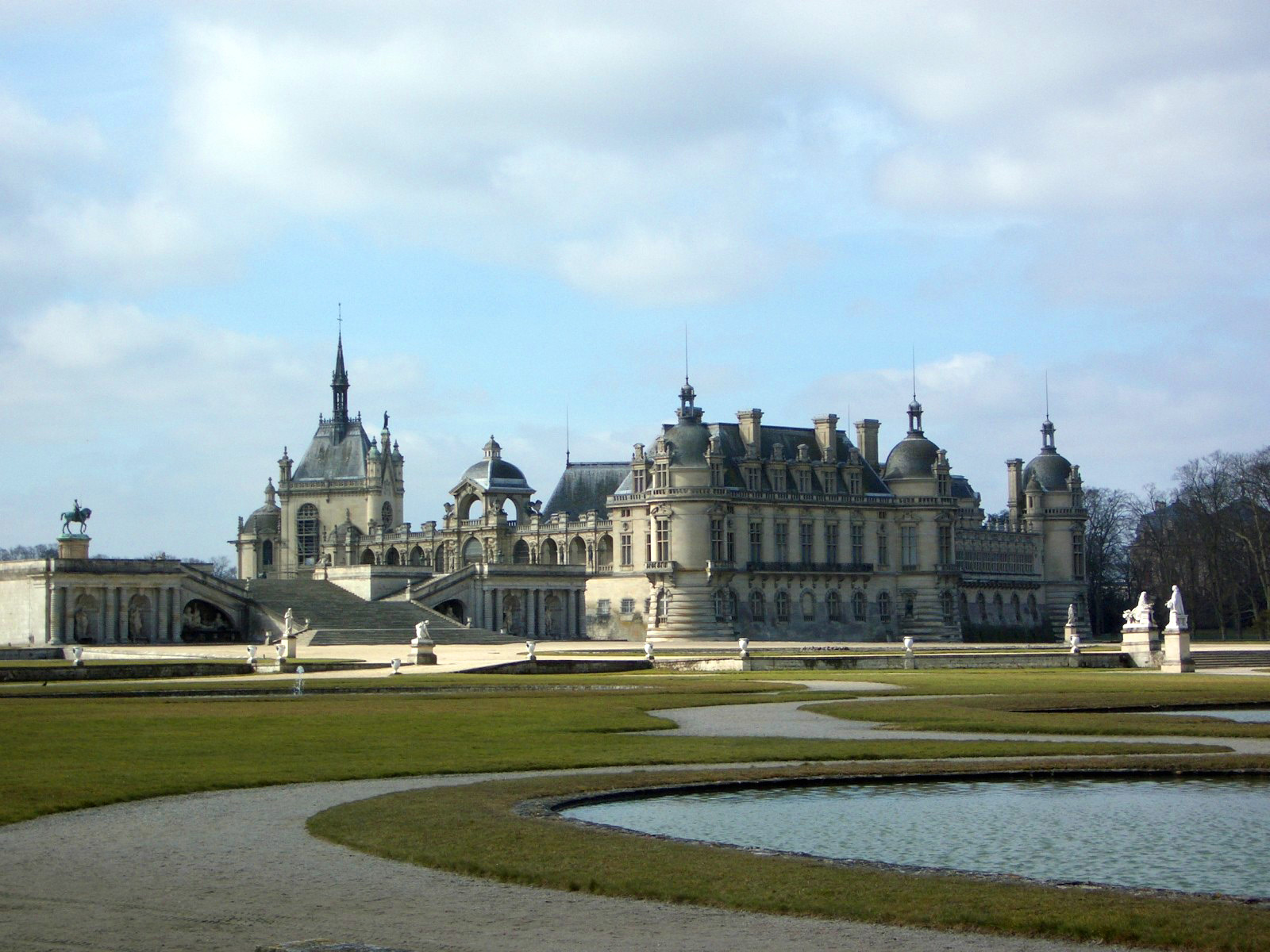
قلعه شانتیئی.

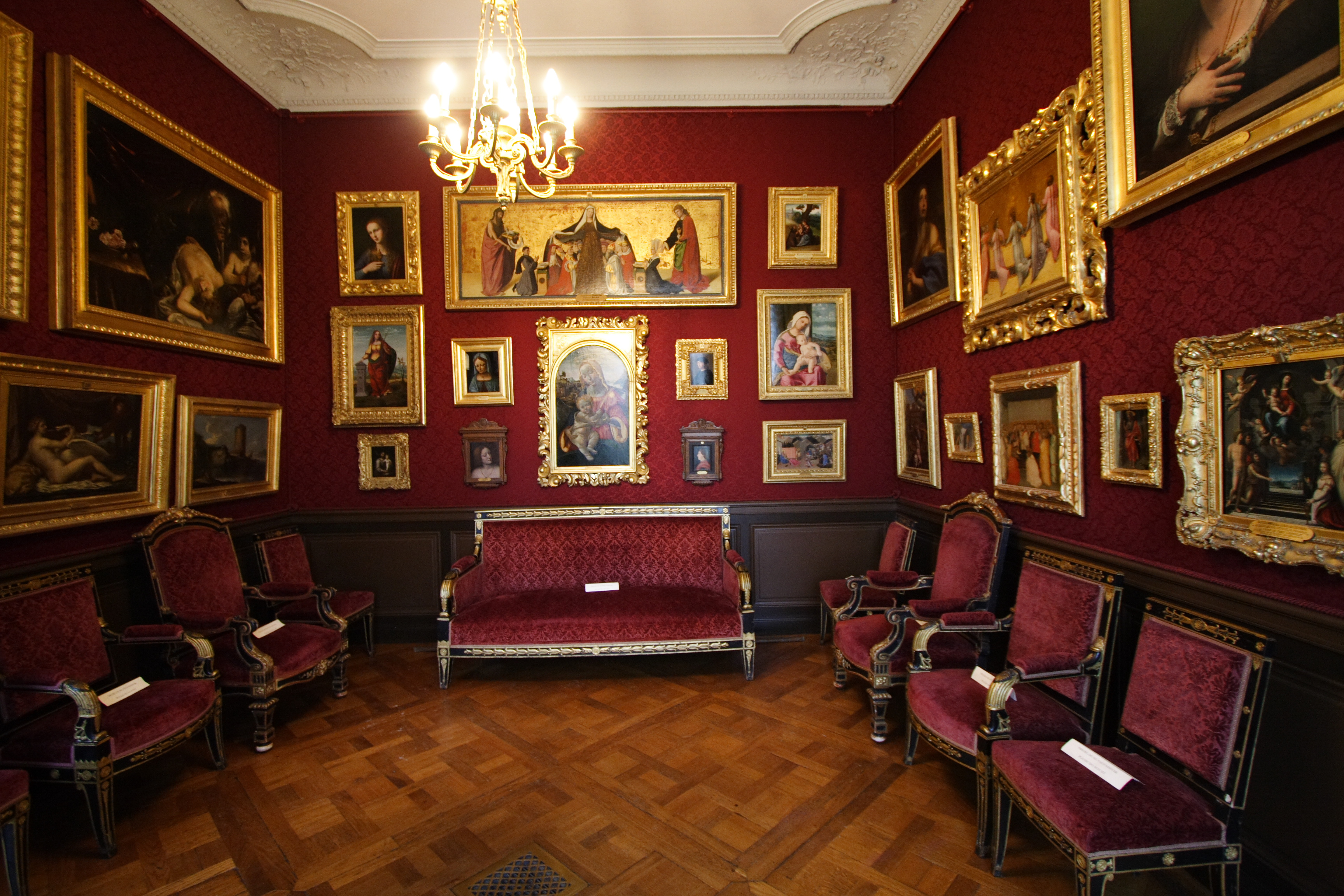
گالری هنری شانتیئی یکی از بزرگترین در فرانسه است

موزه کنده (انگلیسی: Musée Condé) موزه‌ای است که در داخل قلعه شانتیئی در شانتیئی در ۴۰ کیلومتری شمال پاریس قرار دارد.

## تاریخچه
در سال ۱۸۹۷ هنری دورلئان دوک اومیل و پسر لوئیس فیلیپ اول شاتو و کلکسیون‌های آنرا به بنیاد فرانسه وقف کرد. این ساختمان شامل اتاق‌هایی بود که به موزه تبدیل شدند و اتاقهایی که برای استفاده مسکونی با استیل قرن هجدهم و نوزدهم ساخته شدند.